# Philippe Orreindy
Philippe Orreindy (* 1970 in Nantes) ist ein französischer Filmregisseur und Drehbuchautor.

## Leben
Orreindy drehte zunächst Auftragsfilme für große Konzerne und Kurzfilmreihen mit kulturellem Hintergrund, später auch Dokumentarfilme für das Fernsehen. Seit seinem Kurzfilm J'attendrai le suivant..., der für den Oscar und den César nominiert wurde und mehr als 35 internationale Preise, darunter den Europäischen Filmpreis, erhielt, hat er sich auf Spielfilme spezialisiert.

## Filmografie

### Regie
- 1995: Lumières noires
- 1996: Voyages dans une toile
- 1998–1999: Harmoniques (4 Folgen)
- 2002: J'attendrai le suivant...
- 2005: Selected Shorts #2: European Award Winners
- 2016: L'océan électro
- 2017: Tous les jours

### Drehbuch
- 1995: Lumières noires
- 1996: Voyages dans une toile
- 1998–1999: Harmoniques (10 Folgen)
- 2002: J'attendrai le suivant...
- 2014: Entretien d'embauche
- 2015: Retour de flamme
- 2017: Tous les jours
- 2018: Le Vilain Petit Canard